# José Gafo
José Gafo Muñiz (Campomanes, Asturias, 1881 - Madrid, 4 de octubre de 1936) fue un sacerdote dominico, político y sindicalista español. Fue asesinado en los primeros meses de la guerra civil española, víctima de la represión republicana.

## Biografía
Impulsó el sindicalismo católico, con los calificativos de Libre o Profesional. 
El febrero de 1914 fundó el Sindicato de Ferroviarios Libres de Madrid, con la misma estructura de los sindicatos católicos pero sin el distintivo de católico. En 1919 participó en el Grupo de la Democracia Cristiana presidido por Severino Aznar.
En verano de 1923 viajó a Barcelona y se entrevistó con Ramón Sales, dirigente de los Sindicatos Libres, impulsando el proceso de unión de los Sindicatos Católico-Libres del norte de España con los Libres de Barcelona, que cuajaría a finales de año con la constitución en Pamplona de la Confederación de Sindicatos Libres de España.

### Vida política
Fue miembro del Consejo de Trabajo de la dictadura de Primo de Rivera. Quedó postergado con la proclamación de la Segunda República Española en 1931, y apoyó el intento de golpe de Estado del general José Sanjurjo del 10 de agosto de 1932.
En las elecciones de noviembre de 1933 fue elegido diputado por Navarra en la candidatura del Bloque de Derechas. 
En diciembre de 1934 firmaba el manifiesto del Bloque Nacional, inspirado por José Calvo Sotelo y se manifestaba partidario de la acción extraparlamentaria, siguiendo la trayectoria de la extrema derecha tradicionalista.

### Asesinato
El 11 de agosto de 1936 fue detenido por la brigada del Amanecer de Agapito García Atadell y encarcelado en la Cárcel Modelo de Madrid. La madrugada del 4 de octubre de 1936 fue asesinado en la Moncloa, a las puertas de la misma cárcel.

### Beatificación
Considerado mártir por la Iglesia católica, al haber sido asesinado por su condición de religioso, fue beatificado el 28 de octubre de 2007 por el papa Benedicto XVI.